# Anthus bogotensis
Anthus bogotensis е вид птица от семейство Стърчиопашкови (Motacillidae).

## Разпространение
Видът е разпространен в Аржентина, Боливия, Венецуела, Еквадор, Колумбия и Перу.